# VIII secolo a.C.
L'VIII secolo a.C. (ottavo secolo avanti Cristo) è il secolo che inizia nell'anno 800 a.C. e termina nell'anno 701 a.C. incluso.

## Avvenimenti
- Egemonia di Argo, Calcide, Corinto, Crannone, Eretria,  delle prime città-stato greche.
- Prima guerra messenica
- Fondazione di Parthenope (odierna Napoli).
- Gli Etruschi raggiunsero un notevole livello di sviluppo economico e culturale.
- Primi stanziamenti di Colonie Greche e Fenicie in Spagna.
- Inizio dell'Età Arcaica presso i cartaginesi.
- 776 a.C. (22 giugno) - Si inaugura a Olimpia la prima edizione dei giochi olimpici.
- 770 a.C. Fondazione di Dyme in Acaia, a NE del Peloponneso.
- 753 a.C. (21 aprile) - Data tradizionale per la fondazione di Roma.
- 723 a.C. - Ippomene succede a Clidico come arconte decennale (Dekaetis) di Atene.
- 723 a.C. Fine del Regno di Israele (927-723 a.C.), distrutto dagli Assiri.
- 723 a.C. Presunta fondazione di Asine in Messenia
- 711 a.C (13 febbraio) - Secondo la tradizione nasce Jinmu, primo imperatore del Giappone († 585 a.C.).
- Redazione della Bibbia ebraica.

## Personaggi significativi
Romolo, fondatore di Roma.
Zoroastro, fondatore dello Zoroastrismo.